# Poutafontana

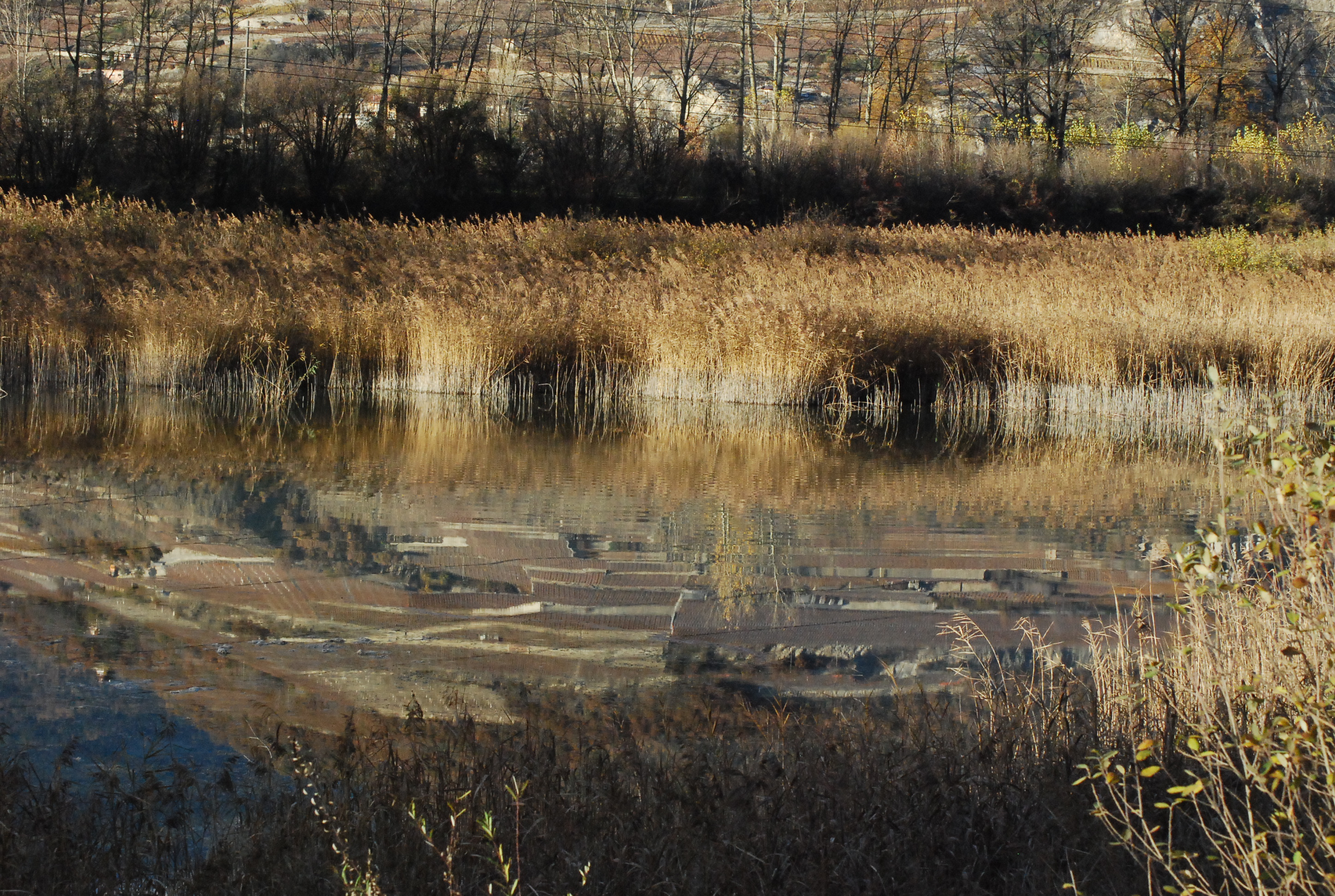
Vue des marais en automne.

Les marais de Pouta-Fontana (ou Poutafontana, de l'ancien français Putefontaine), situés sur les communes de Grône et Sierre en Suisse, constituent la plus importante réserve naturelle aquatique du canton du Valais, malgré une superficie assez modeste de 32 hectares. Elle fait figure d'oasis au sein d'une plaine du Rhône très urbanisée.
Sur l'initiative de « Nos Oiseaux », société romande pour l'étude et la protection des oiseaux, l'endroit est déclaré site protégé par le Conseil d'État en 1948. Cette réserve botanique (160 espèces recensées) mais surtout ornithologique constitue un site d'escale essentiel pour les oiseaux migrateurs traversant les Alpes.
Poutafontana est inscrit sur la liste des bas-marais d'importance nationale de Suisse depuis 1994 ainsi que sur la liste des sites de reproduction de batraciens d’importance nationale depuis 2001.

## Morphologie
La réserve est séparée au nord par la digue du Rhône, au sud par la route à flanc de coteau et le hameau de Pramagnon (commune de Grône), à l'est par le golf de Sierre et l'étang de la Brèche, à l'ouest par la gravière ValBéton.
Deux étangs principaux la constituent : un au sud-est, l'autre, plus important est doté d'un observatoire, au nord. L'étang de la gravière Solioz et Merckli, à l'extrême sud-ouest, ne fait pas partie de la réserve. La majeure partie du site est toutefois constituée de roselières, alors que la partie ouest se trouve parsemée de peupleraies et d'aulnaies. 
Cette importante diversité permet de faire le bonheur de nombreuses espèces animales, des castors aux renards en passant par les canards, hérons, etc.

## Espèces présentes

### Poissons
Aucun étude spécifique n'a été effectuée jusqu'à maintenant. Le Service de la Pêche cite 7 espèces retirées de l'étang sud-est.

### Batraciens
L'introduction de la grenouille rieuse a éliminé la population de grenouille verte présente sur le site. La grenouille rousse et le crapaud commun ne rejoignent les étangs que quelques semaines au printemps pour s'y reproduire : leurs déplacements les obligent à traverser la route où une part importante se fait écraser. La rainette verte, présente jusque dans les années 70, a aujourd'hui disparu, probablement victime, tout comme le sonneur à ventre jaune, de la grenouille rieuse.

### Reptiles
La couleuvre à collier fréquente en nombre la réserve. La couleuvre d'Esculape est plus rare et se cantonne aux milieux arborisés.

### Oiseaux
La réserve compte au moins 187 espèces migratrices, dont 49 nichant régulièrement. En ce qui concerne les espèces aquatiques habituelles en toutes saisons, signalons le cygne tuberculé (un mâle présent depuis 1990 environ), les foulques macroules, les gallinules poule-d'eau, les canards colverts, les hérons cendrés (habituellement non-nicheur). Au chapitre des nicheurs rares, mentionnons le butor blongios, le canard pilet en 1985 (unique nidification suisse), le canard souchet en 1994 (unique nidification à l'intérieur des Alpes), la rousserolle turdoïde jusqu'au début des années 1990.
Pouta-Fontana est avant tout un site d'escale d'importance nationale pour les oiseaux migrateurs :
Migrateurs réguliers : grand cormoran, héron bihoreau, grande aigrette, aigrette garzette, héron pourpré, sarcelle d'hiver, fuligule morillon, râle d'eau, chevalier cul-blanc, chevalier guignette, bécassine des marais, mouette rieuse...
Migrateurs peu fréquents : grèbe huppé, canard chipeau, canard souchet, canard siffleur, sarcelle d'été, fuligule milouin, nette rousse, harle bièvre, busard des roseaux, marouette ponctuée, pluvier grand-gravelot, chevalier sylvain, chevalier gambette, chevalier aboyeur, goéland leucophée, guifette noire...
Migrateurs rares à très rares : grèbe à cou noir, butor étoilé, héron garde-bœufs, crabier chevelu, cigogne noire, tadorne de Belon, canard pilet, harle piette, balbuzard pêcheur, marouette poussin, avocette élégante, échasse blanche, pluvier à collier, pluvier à collier interrompu, bécasseau variable, bécasseau minute, chevalier arlequin, sterne pierregarin, guifette moustac, guifette leucoptère...

### Mammifères
La réserve ne compte pas d'espèce animale particulière ou rare, si ce n'est le castor. Une petite population est en effet présente sur son territoire, de même qu'aux abords de l'étang de la gravière Solioz et Merkli, au sud-ouest.

## Sources
- Pouta-Fontana Marais de plaine, Jean-Claude Praz, Musée cantonal d'histoire naturelle, Sion, 1993.
- Les bons coins ornithologiques de Suisse romande, Groupe des Jeunes de Nos Oiseaux, 2005.